# Герсі Гокінс
Герсі Гокінс (англ. Hersey Hawkins; нар. 29 вересня 1966) — американський баскетболіст, що грав на позиції атакувального захисника за низку команд НБА.
Бронзовий призер Олімпійських Ігор 1988 року.

## Ігрова кар'єра
На університетському рівні грав за команду Bradley (1984–1988). 
1988 року був обраний у першому раунді драфту НБА під загальним 6-м номером командою «Лос-Анджелес Кліпперс».
Проте професіональну кар'єру розпочав 1988 року виступами за «Філадельфія Севенті-Сіксерс», захищав кольори команди з Філадельфії протягом наступних 5 сезонів.
З 1993 по 1995 рік грав у складі «Шарлотт Горнетс».
1995 року перейшов до «Сіетл Суперсонікс», у складі якої провів наступні 4 сезони своєї кар'єри.
Наступною командою в кар'єрі гравця була «Чикаго Буллз», за яку він відіграв один сезон.
Останньою ж командою в кар'єрі гравця стала «Шарлотт Горнетс», до складу якої він приєднався 2000 року і за яку відіграв один сезон.

## Статистика виступів в НБА

### Регулярний сезон
| Сезон              | Команда                       | GP  | GS  | MPG  | FG%  | 3P%  | FT%  | RPG | APG | SPG | BPG | PPG  |
| ------------------ | ----------------------------- | --- | --- | ---- | ---- | ---- | ---- | --- | --- | --- | --- | ---- |
| 1988–89            | «Філадельфія Севенті-Сіксерс» | 79  | 79  | 32.6 | .455 | .428 | .831 | 2.8 | 3.0 | 1.5 | 0.5 | 15.1 |
| 1989–90            | «Філадельфія Севенті-Сіксерс» | 82  | 82  | 34.8 | .460 | .420 | .888 | 3.7 | 3.2 | 1.6 | 0.3 | 18.5 |
| 1990–91            | «Філадельфія Севенті-Сіксерс» | 80  | 80  | 38.9 | .472 | .400 | .871 | 3.9 | 3.7 | 2.2 | 0.5 | 22.1 |
| 1991–92            | «Філадельфія Севенті-Сіксерс» | 81  | 81  | 37.2 | .462 | .397 | .874 | 3.3 | 3.1 | 1.9 | 0.5 | 19.0 |
| 1992–93            | «Філадельфія Севенті-Сіксерс» | 81  | 81  | 36.8 | .470 | .397 | .860 | 4.3 | 3.9 | 1.7 | 0.4 | 20.3 |
| 1993–94            | «Шарлотт Горнетс»             | 82  | 82  | 32.3 | .460 | .332 | .862 | 4.6 | 2.6 | 1.6 | 0.3 | 14.4 |
| 1994–95            | «Шарлотт Горнетс»             | 82  | 82  | 33.3 | .482 | .440 | .867 | 3.8 | 3.2 | 1.5 | 0.2 | 14.3 |
| 1995–96            | «Сіетл Суперсонікс»           | 82  | 82  | 34.4 | .473 | .384 | .874 | 3.6 | 2.7 | 1.8 | 0.2 | 15.6 |
| 1996–97            | «Сіетл Суперсонікс»           | 82  | 82  | 33.6 | .464 | .403 | .875 | 3.9 | 3.0 | 1.9 | 0.1 | 13.9 |
| 1997–98            | «Сіетл Суперсонікс»           | 82  | 82  | 31.7 | .440 | .415 | .868 | 4.1 | 2.7 | 1.8 | 0.2 | 10.5 |
| 1998–99            | «Сіетл Суперсонікс»           | 50  | 34  | 32.9 | .419 | .306 | .902 | 4.0 | 2.5 | 1.6 | 0.4 | 10.3 |
| 1999–00            | «Чикаго Буллз»                | 61  | 49  | 26.6 | .424 | .390 | .899 | 2.9 | 2.2 | 1.2 | 0.2 | 7.9  |
| 2000–01            | «Шарлотт Горнетс»             | 59  | 0   | 11.5 | .409 | .370 | .857 | 1.4 | 1.2 | 0.6 | 0.2 | 3.1  |
| Усього за кар'єру  | Усього за кар'єру             | 983 | 896 | 32.6 | .461 | .394 | .870 | 3.6 | 2.9 | 1.7 | 0.3 | 14.7 |
| В іграх усіх зірок | В іграх усіх зірок            | 1   | 0   | 14.0 | .600 | .000 | –    | 0.0 | 1.0 | 0.0 | 0.0 | 6.0  |

### Плей-оф
| Сезон             | Команда                       | GP | GS | MPG  | FG%  | 3P%  | FT%   | RPG | APG | SPG | BPG | PPG  |
| ----------------- | ----------------------------- | -- | -- | ---- | ---- | ---- | ----- | --- | --- | --- | --- | ---- |
| 1989              | «Філадельфія Севенті-Сіксерс» | 3  | 3  | 24.0 | .125 | .000 | 1.000 | 1.7 | 1.3 | 1.0 | 0.3 | 2.7  |
| 1990              | «Філадельфія Севенті-Сіксерс» | 10 | 10 | 41.5 | .497 | .389 | .937  | 3.1 | 3.6 | 1.2 | 0.7 | 23.5 |
| 1991              | «Філадельфія Севенті-Сіксерс» | 8  | 8  | 41.1 | .465 | .538 | .937  | 5.8 | 3.4 | 2.5 | 1.3 | 20.9 |
| 1995              | «Шарлотт Горнетс»             | 4  | 4  | 32.5 | .406 | .308 | .882  | 5.3 | 2.0 | 1.5 | 0.5 | 11.3 |
| 1996              | «Сіетл Суперсонікс»           | 21 | 21 | 34.0 | .452 | .344 | .895  | 3.0 | 2.2 | 1.3 | 0.2 | 12.3 |
| 1997              | «Сіетл Суперсонікс»           | 12 | 12 | 40.3 | .470 | .458 | .914  | 4.5 | 2.8 | 2.5 | 0.3 | 15.3 |
| 1998              | «Сіетл Суперсонікс»           | 10 | 10 | 33.7 | .466 | .395 | .875  | 5.7 | 3.6 | 1.8 | 0.1 | 13.4 |
| 2001              | «Шарлотт Горнетс»             | 6  | 0  | 8.3  | .375 | .250 | .714  | 1.5 | 0.7 | 0.5 | 0.0 | 2.0  |
| Усього за кар'єру | Усього за кар'єру             | 74 | 68 | 34.2 | .455 | .396 | .907  | 3.9 | 2.6 | 1.6 | 0.4 | 14.1 |